# Weber City
Weber City – miasto w Stanach Zjednoczonych, w stanie Wirginia, w hrabstwie Scott.